# Dekanat Susz
Dekanat Susz – jeden z 21 dekanatów w rzymskokatolickiej diecezji elbląskiej.

## Parafie
W skład dekanatu wchodzi 8 parafii:
- parafia Świętej Rodziny – Bałoszyce
- parafia Wniebowzięcia NMP – Goryń
- parafia MB Królowej Świata – Kamieniec
- parafia MB Królowej Świata – Kisielice
- parafia Niepokalanego Poczęcia NMP – Łęgowo
- parafia MB Częstochowskiej – Redaki
- parafia św. Antoniego Padewskiego – Susz
- parafia św. Rozalii – Susz

## Sąsiednie dekanaty
Dzierzgoń, Iława – Zachód, Kwidzyn – Zatorze, Miłomłyn, Prabuty